# پرو/دسکتاپ
نرم‌افزار پرو/دسکتاپ (به انگلیسی: Pro/DESKTOP) یک نرم‌افزار طراحی به کمک رایانه است که توسط شرکت PTC ایجاد شده و یکی از قوی‌ترین نرم‌افزارهای طراحی دوبعدی و سه بعدی است.
رقبای اصلی این نرم‌افزار در بازار سالیدورکس، اینونتور و مکانیکال دسکتاپ بودند.

محیط نرم‌افزار Pro/DESKTOP

این نرم‌افزار تا سال ۲۰۰۱ عرضه شد ولی از ورژن ۲۰۰۱ به بعد توسعه این نرم‌افزار ادامه نیافت.